# Aleurometer
Das Aleurometer (griechisch Mehlmesser) ist ein von Bolland in Paris erfundener Apparat zur Prüfung der Tauglichkeit von Mehl zum Backen, z. B. von Brot.
Das Prinzip des Apparats besteht darin, dass die Güte einer Mehlsorte durch den Grad der Dehnbarkeit des in der Mehlsorte enthaltenen Klebers bestimmt wird. Das Aleurometer ist ein unten abgeschlossener Zylinder, dessen Kolben sich leicht verschieben lässt. Im unteren Teil dieses Zylinders wird eine bestimmte Gewichtsmenge des durch Auswaschen der Stärke aus dem Mehl isolierten, noch feuchten Klebers eingeführt, worauf man den Zylinder auf 150 °C erhitzt, was als normale Temperatur für das Backen von Teig gilt. Das Wasser im Kleber verwandelt sich dabei in Dampf und dehnt die Masse umso mehr aus, je zäher sie ist. Dadurch wird der Kolben angehoben und lässt die Größe der Ausdehnung an der Skala erkennen.